# Puigverd de Lleida
Puigverd de Lleida è un comune spagnolo di 1 073 abitanti situato nella comunità autonoma della Catalogna.